# Jeroni Ferrer i Roca
Jeroni Ferrer i Roca va ser alcalde de Manresa durant un breu període abans de la Guerra Civil. El seu pas per l'alcaldia de Manresa durà pocs dies, des de l'endemà de la victòria electoral del Front popular a les eleccions del febrer de 1936 -cosa que havia comportat la desaparició de l'escena política de l'anterior alcalde Josep Maria Servitje, nomenat en ple Bienni de dretes- fins a la restitució com a nou alcalde de Francesc Marcet, que ja ho era en el moment dels fets del sis d'octubre. El 10 d'abril del 1936 entrà com a regidor a l'Ajuntament, en substitució de Vicenç Prat.